# Las Joyitas, Guerrero
Las Joyitas är en ort i Mexiko.   Den ligger i kommunen Leonardo Bravo och delstaten Guerrero, i den södra delen av landet, 220 km söder om huvudstaden Mexico City. Las Joyitas ligger 1 932 meter över havet och antalet invånare är 235.
Terrängen runt Las Joyitas är kuperad åt sydost, men åt nordväst är den bergig. Terrängen runt Las Joyitas sluttar söderut. Runt Las Joyitas är det ganska glesbefolkat, med 34 invånare per kvadratkilometer. Närmaste större samhälle är Chichihualco, 15,8 km nordost om Las Joyitas. I omgivningarna runt Las Joyitas växer i huvudsak städsegrön lövskog.